# Zespół MEHMO
Zespół MEHMO (ang. MEHMO syndrome) jest uwarunkowanym genetycznie zespołem wad wrodzonych o dziedziczeniu sprzężonym z chromosomem X, którego nazwa oddaje główne objawy choroby: opóźnienie umysłowe (mental retardation), drgawki (epileptic seizures), hipogonadyzm (hypogenitalism), mikrocefalię (microcephaly) i otyłość (obesity). Typowane locus genu odpowiadającego za fenotyp zespołu MEHMO to Xp21.1-p22.13. Dowiedziono, że u pacjentów z zespołem MEHMO dochodzi do dysfunkcji mitochondriów. Chorobę opisano w 1989 roku, nazwę wprowadzono w 1998.